# Нам ніколи чекати
«Нам ніколи чекати» (рос. «Нам некогда ждать») — радянський художній фільм 1972 року режисера Володимира Акімова, знятий на кіностудії «Мосфільм».

## Сюжет
Фільм присвячений поету-комсомольцю Сергію Чекмарьову, трагічно загиблому в 1933 році за нез'ясованих обставин. 1933 рік, колективізація, у віддалене село для розслідування загибелі голови радгоспу Хохлова з Москви прибуває уповноважений карного розшуку Садиков. Разом з ним приїжджає випускник сільгоспінституту Олексій, який захоплюється поезією. Садиков з'ясовує, що загибель Хохлова була нещасним випадком, і нападає на слід убивць — банди з розкуркулених, очолюваної колишнім царським офіцером Орловим. Вони вбивають слідчого. Вражений загибеллю відважної людини, Олексій вирішує залишитися працювати в радгоспі зоотехніком, стаючи перепоною пов'язаному з бандою новому голові радгоспу в його махінаціях по розкраданню худоби, приховуваного під виглядом загибелі тварин від хвороб. Незабаром банда Орлова потрапляє в засідку ДПУ, життя в селі налагоджується. Олексій, завоювавши довіру селян, відчуває себе щасливим, пише вірші, чекає приїзду коханої дівчини. Але він небезпечний свідок справ, що коїлися тут при банді, і куля обриває його життя. У фільмі звучать вірші «Де я? Що зі мною?» Сергія Чекмарьова, «Ми живемо …» М. М. Асєєва, «Ліричний відступ» П. Д. Когана.

## У ролях
- Борис Руднєв —  Олексій
- Юрій Назаров —  Садиков
- Ніна Кир'якова —  Наташа
- Віктор Шульгін —  Дементич
- Семен Морозов —  Ілля
- Наталія Бондарчук —  Олена
- Владислав Дворжецький —  Орлов
- Віра Головіна —  мати Орлова
- Ігор Класс —  Микола Сєрєбров
- Олексій Панькин —  Данилка / Тимоха
- Віктор Авдюшко —  Федір
- Віра Кузнецова —  мати Хохлова
- Леонід Князєв —  Єгор
- Володимир Акімов —  Мавлетов
- Шавкат Газієв — епізод
- Микола Горлов — епізод
- Володимир Зубенко — епізод
- Юрій Расташанський — епізод
- Сергій Чекан — епізод
- Євген Шутов — епізод

## Знімальна група
- Режисер — Володимир Акімов
- Сценарист — Володимир Акімов
- Оператори — Віктор Масевич, А. Єгоров
- Композитор — Карен Хачатурян
- Художник — Віталій Гладников